# Sender Hohenpeißenberg
Der Sender Hohenpeißenberg ist eine Rundfunksendeanlage auf dem Hohen Peißenberg (Landkreis Weilheim-Schongau).
Der Sender gehört nicht – wie oft angenommen – dem Bayerischen Rundfunk, sondern der Deutschen Funkturm GmbH (Tochterunternehmen der Deutschen Telekom). Für den Bayerischen Rundfunk fungiert der Sender jedoch als Grundnetzsender für TV und Radio. Des Weiteren wird seit 1994 DAB abgestrahlt.

Bis zur Umstellung des analogen TV-Fernsehens auf DVB-T am 27. November 2007 wurde analoges Fernsehen ausgestrahlt.
Der Stahlbetonturm hat eine Höhe von 158,76 Meter und wurde 1978 erbaut. Bereits ab 1950 gab es einen Sendemast als Vorgänger auf dem Plateau des Hohenpeißenberg, östlich neben dem einstigen alten Berggasthofsgebäude. Dieses stand dort bis zum September 1978.
Die Turmspitze wurde vom Lehrstuhl für Hochspannungstechnik und Blitzforschung der Universität der Bundeswehr München mit einer Fangausrüstung und Messgeräten präpariert, um Blitzeinschläge zu vermessen. Auf dem Gelände des Fernmeldeturms befindet sich Deutschlands größte Blitzmessstation.
Der Bayerische Rundfunk kündigte an, die UKW-Verbreitung seiner Programme vom Hohenpeißenberg zum 17. September 2024 aus Kostengründen zu beenden. Bereits 2021 wurde die ERP der Programme von 25 auf 12,5 kW reduziert.

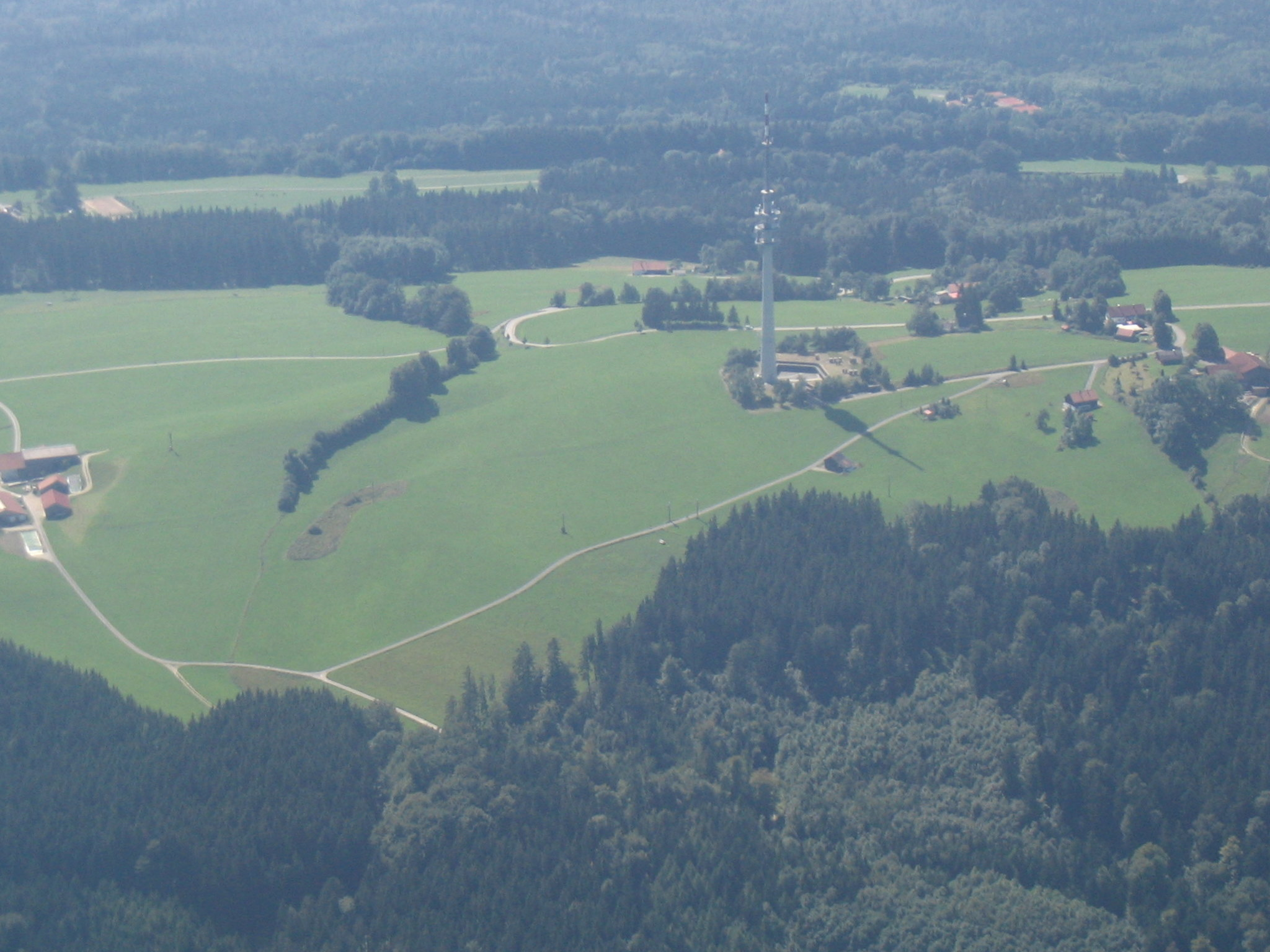
Fernsehturm in Hohenpeißenberg von Nord
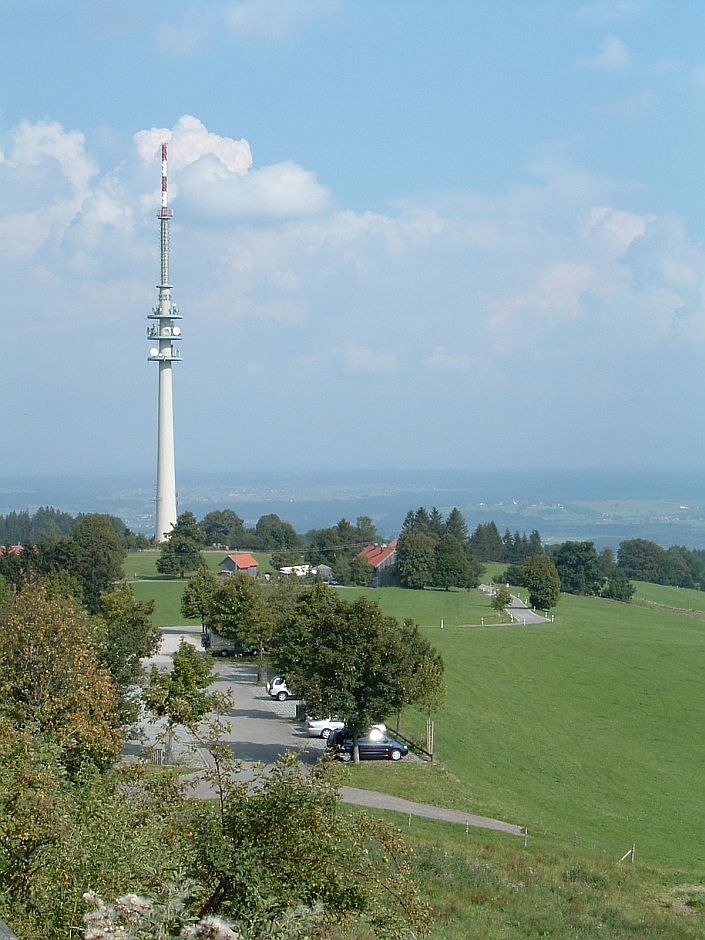
Rundfunksendeanlage auf dem Hohen Peißenberg
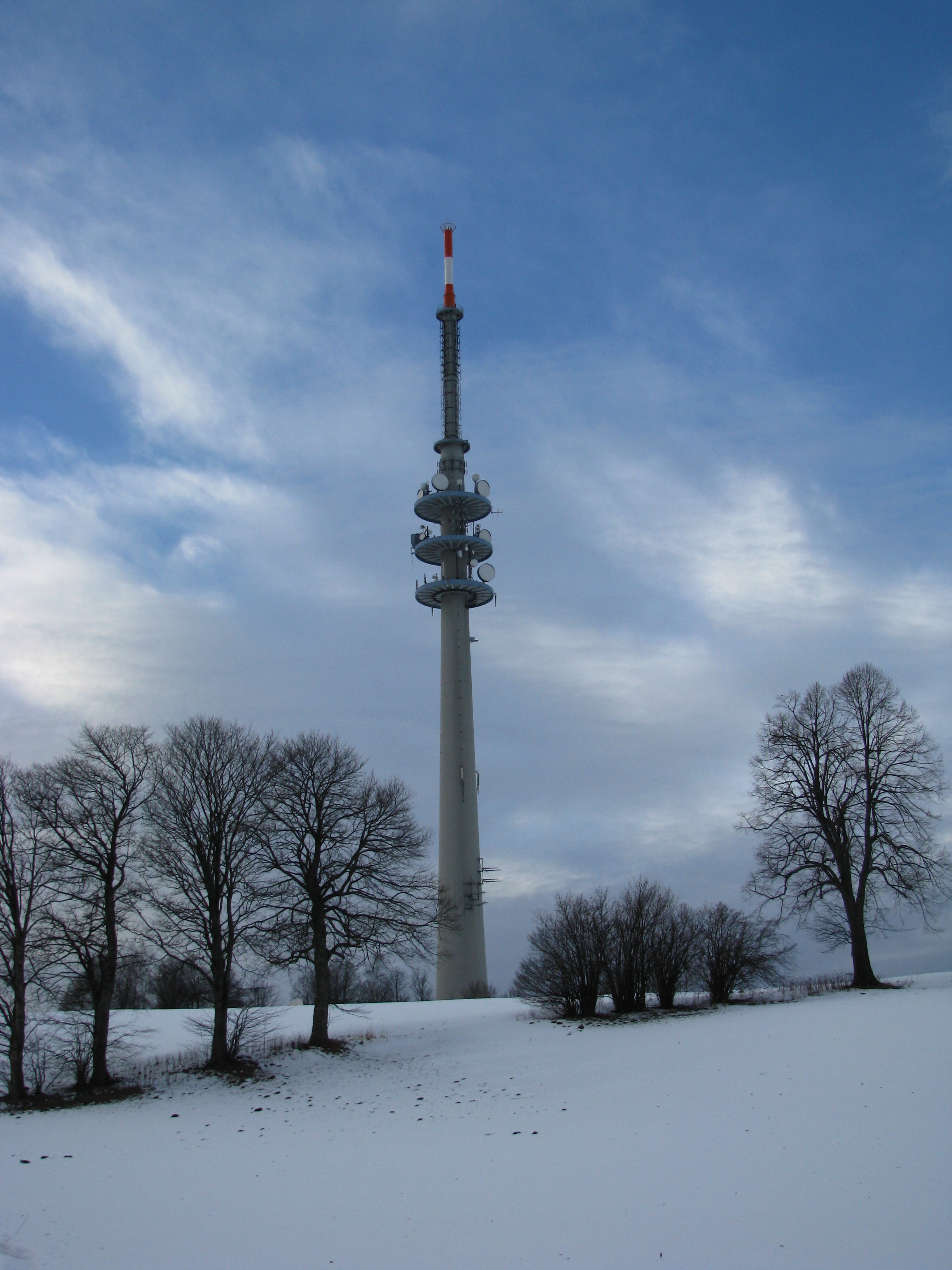
Winteransicht

## Frequenzen und Programme

### Analoges Radio (UKW)
Beim Antennendiagramm sind im Falle gerichteter Strahlung die Hauptstrahlrichtungen in Grad angegeben. In UKW werden noch folgende Programme ausgestrahlt:
| Frequenz (in MHz) | Programm       | RDS PS   | RDS PI | Regionalisierung | ERP (in kW) | Antennendiagramm rund (ND)/gerichtet (D) | Polarisation horizontal (H)/vertikal (V) |
| ----------------- | -------------- | -------- | ------ | ---------------- | ----------- | ---------------------------------------- | ---------------------------------------- |
| 103,8             | Antenne Bayern | ANTENNE_ | D318   | -                | 25          | ND                                       | H                                        |
| 97,5              | Radio Oberland | OBERLAND | D91E   | -                | 0,1         | ND                                       | H                                        |

### Digitales Radio (DAB+)
Seit dem 18. Dezember 2014 verbreitet der Bayerische Rundfunk in vertikaler Polarisation und im Gleichwellenbetrieb mit anderen Sendern seinen landesweiten Multiplex. In DAB+ werden folgende Programme ausgestrahlt:
| Block (Kanal)                | Programme (Datendienste) | ERP (kW) | Antennen- diagramm rund (ND), gerichtet (D) | Polarisation horizontal (H)/ vertikal (V) | Gleichwellennetz (SFN) |
| ---------------------------- | --- | -------- | ------------------------------------------- | ----------------------------------------- | --- |
| 11D BR Bayern (D__00165)     | DAB-Block des Bayerischen Rundfunks - Bayern 1 (Oberbayern) (96 kbps) - Bayern 1 (Niederbayern/Oberpfalz) (96 kbps) - Bayern 1 (Franken) (96 kbps) - Bayern 2 (96 kbps) - Bayern 3 (96 kbps) - BR-Klassik (144 kbps) - BR24 (72 kbps, Mono) - BR Schlager (96 kbps) - Puls (96 kbps) - BR Heimat (128 kbps) - BR Verkehr (16 kbps, Mono) - Antenne Bayern (80 kbps) - BR EPG (8 kbps Daten) - ARD TPEG (24 kbps) | 10       | D (280°-170°)                               | V                                         | - Unterfranken: Alzenau (Hahnenkamm), Burgsinn (Main-Spessart), Dettelbach, Ebern, Frammersbach/Sauerberg (geplant), Gemünden, Hammelburg, Kreuzberg (Rhön), Miltenberg-Wenschdorf, Neustadt am Main, Obernburg am Main, Ostheim/Heidelberg, Pfaffenberg (Aschaffenburg), Schweinfurt (Schonungen), Volkach, Wertheim, Würzburg (Frankenwarte), Zeil am Main - Oberfranken: Bad Steben, Bamberg (Geisberg), Burgwindheim (geplant), Coburg (Eckardtsberg), Hof (Labyrinthberg), Kronach, Kulmbach, Ludwigsstadt (Ebersdorf), Ochsenkopf (Fichtelgebirge), Pegnitz - Mittelfranken: Ansbach (geplant), Büttelberg, Hesselberg, Hersbruck, Nürnberg (Fernmeldeturm), Rothenburg ob der Tauber, Treuchtlingen, Weißenburg - Oberpfalz: Altenstadt, Amberg (Hirschau), Amberg-Süd, Dillberg (Neumarkt), Fuchsmühl, Geigant, Hoher Bogen (Furth im Wald), Hohe Linie (Regensburg), Kallmünz (geplant), Pfreimd, Schönsee (Drechselberg), Weigendorf - Niederbayern: Brotjacklriegel, Deggendorf (Aletsberg), Dingolfing, Einödriegel, Kelheim, Landshut (Altdorf), Mainburg, Mallersdorf-Pfaffenberg, Oberfrauenwald, Passau (Kühberg), Pfarrkirchen, Rattenberg, Rotthalmünster, Viechtach (Weigelsberg) (geplant), Vilsbiburg - Schwaben: Augsburg (Hotelturm), Augsburg (Welden), Balderschwang (Oberberg), Grünten, Hühnerberg (Harburg), Kaufbeuren (geplant), Markt Wald, Memmingen, Pfänder (Vorarlberg), Pfronten (Breitenberg), Ulm (Kuhberg) - Oberbayern: Bad Tölz (Gaißach), Berchtesgaden (Jenner), Eichstätt, Fürstenfeldbruck (Schöngeising), Gelbelsee, Herzogstand (Fahrenbergkopf), Hochberg (Traunstein), Hohenpeißenberg, Inntal (Ebbs), Isen, München-Freimann, München-Ismaning, München (Olympiaturm), Neuötting, Oberammergau (Laber), Pfaffenhofen (Wolfsberg), Pfaffenhofen (BR), Reit im Winkl, Untersberg (Salzburg), Tegernseer Tal (Wallberg), Wasserburg am Inn (Koblberg), Wendelstein (Bayrischzell) |
| 10A Obb/Schw (D__00354)      | DAB-Block der Bayern Digital Radio: - Bayern 1 (Schwaben) (96 kbps) - Bayern 1 (Mainfranken) (96 kbps) - BR24live (64 kbps, Mono) - Radio Teddy (72 kbps) - egoFM (72 kbps) - Arabella Bayern (96 kbps) - Rock Antenne Bayern (72 kbps) - BR EPG (8 kbps Daten) - BR News (8 kbps Daten) | 10       | D (280°-170°)                               | V                                         | - Oberbayern: Bad Tölz (Gaißach), Berchtesgaden (Jenner), Eichstätt, Fürstenfeldbruck (Schöngeising), Gelbelsee (Ingolstadt), Herzogstand (Fahrenbergkopf), Hochberg (Traunstein), Hohenpeißenberg, Inntal (Ebbs), Isen, München-Freimann, München-Ismaning, München (Olympiaturm), Neuötting, Oberammergau, Pfaffenhofen (Wolfsberg), Reit im Winkl, Untersberg, Tegernseer Tal (Wallberg), Wasserburg am Inn (Koblberg), Wendelstein (Bayrischzell) - Schwaben: Augsburg (Hotelturm), Augsburg (Welden), Balderschwang (Oberberg), Grünten, Hühnerberg, Kaufbeuren (geplant), Markt Wald, Memmingen, Pfänder (Vorarlberg), Pfronten (Breitenberg), Ulm (Kuhberg) |
| 7A Oberbayern Süd (D__00406) | DAB-Block der Bayern Digital Radio: - 106.4 TOP FM (80 kbps) - Radio Oberland (96 kbps) - Charivari (RO) (96 kbps) - Radio Galaxy (RO) (96 kbps) - AlpinFM (96 kbps) - Bayernwelle (96 kbps) - Radio ISW (80 kbps) - Radio Alpenwelle (96 kbps) - Münchner Kirchenradio (80 kbps) | 10       | ND                                          | V                                         | Bad Tölz (Gaißach), Berchtesgaden (Jenner), Herzogstand (Fahrenbergkopf), Hochberg (Traunstein), Hohenpeißenberg, Inntal (Ebbs), Isen, Neuötting, Oberammergau, Reit im Winkl, Untersberg, Tegernseer Tal (Wallberg), Wasserburg am Inn (Koblberg) (geplant), Wendelstein (Bayrischzell) |

Bis zum 5. Juni 2014 wurde in vertikaler Polarisation und im Gleichwellenbetrieb mit anderen Sendern der landesweite Multiplex der Bayern Digital Radio ausgestrahlt. Als Gründe für die Abschaltung wurde durch den Netzbetreiber Bayern Digital Radio GmbH, Netzoptimierung und Kostenstabilität bei den Verbreitungskosten genannt.

### Digitales Fernsehen (DVB-T2 HD)
Die DVB-T Ausstrahlungen laufen seit 27. November 2007 und sind im Gleichwellenbetrieb (Single Frequency Network) mit anderen Sendestandorten. In DVB-T2 HD werden folgende Programme ausgestrahlt:
| Kanal | Frequenz (in MHz) | Multiplex                   | Programme im Multiplex                                                                                    | ERP (in kW) | Antennen- diagramm rund (ND) / gerichtet (D) | Polarisation horizontal (H) / vertikal (V) | Modulations- verfahren | FEC | Guard- intervall | Bitrate (in MBit/s) | SFN                                                |
| ----- | ----------------- | --------------------------- | --- | ----------- | -------------------------------------------- | ------------------------------------------ | ---------------------- | --- | ---------------- | ------------------- | -------------------------------------------------- |
| 47    | 682               | ARD Digital (BR)            | - Das Erste (BR) - ARTE - Phoenix - One                                                                   | 100         | ND                                           | H                                          | 16-QAM                 | 2/3 | 1/4              | 13,27               | Hohenpeißenberg, Garmisch-Partenkirchen (Kreuzeck) |
| 53    | 730               | ARD regional (BR) Südbayern | - Bayerisches Fernsehen (Schwaben/Altbayern) - ARD-alpha - SWR Fernsehen Baden-Württemberg - tagesschau24 | 100         | ND                                           | H                                          | 16-QAM                 | 2/3 | 1/4              | 13,27               | Hohenpeißenberg, Garmisch-Partenkirchen            |
| 28    | 530               | ZDFmobil                    | - ZDF - 3sat - ZDFinfo - KiKA (6–21 Uhr) / ZDFneo (21–6 Uhr)                                              | 50          | ND                                           | H                                          | 16-QAM (8k-Modus)      | 2/3 | 1/4              | 13,27               | Hohenpeißenberg, Garmisch-Partenkirchen, Grünten   |

## Ehemalige Frequenzen

### Analoges Fernsehen (PAL)
Bis zur Umstellung auf DVB-T wurden folgende Programme in analogem PAL gesendet:
| Kanal | Frequenz (MHz) | Programm                                   | ERP (kW) | Sendediagramm rund (ND)/ gerichtet (D) | Polarisation horizontal (H)/ vertikal (V) |
| ----- | -------------- | ------------------------------------------ | -------- | -------------------------------------- | ----------------------------------------- |
| 22    | 479,25         | ZDF                                        | 350      | ND                                     | H                                         |
| 25    | 503,25         | Das Erste (BR)                             | 100      | ND                                     | H                                         |
| 33    | 537,25         | RTL (München)                              | 1        | ND                                     | H                                         |
| 42    | 639,25         | Sat.1 (Bayern)                             | 1        | ND                                     | H                                         |
| 47    | 679,25         | Tele 5                                     | 6        | ND                                     | H                                         |
| 53    | 727,25         | Bayerisches Fernsehen (Schwaben/Altbayern) | 350      | ND                                     | H                                         |
| 57    | 759,25         | ProSieben                                  | 1        | ND                                     | H                                         |

### Analoges Radio (UKW)
In UKW wurden folgende Programme ausgestrahlt:
| Frequenz (in MHz) | Programm        | RDS PS             | RDS PI                | Regionalisierung | ERP (in kW)        | Antennendiagramm rund (ND)/gerichtet (D) | Polarisation horizontal (H)/vertikal (V) |
| ----------------- | --------------- | ------------------ | --------------------- | ---------------- | ------------------ | ---------------------------------------- | ---------------------------------------- |
| 92,8              | Bayern 1        | BAYERN_1, B1_OBB__ | D311, D411 (regional) | Oberbayern       | 12,5 (bis 2021 25) | ND                                       | H                                        |
| 94,2              | Bayern 2        | Bayern_2           | D312                  | -                | 12,5 (bis 2021 25) | ND                                       | H                                        |
| 94,7              | Deutschlandfunk | __DLF___           | D210                  | -                | 0,05               | D (280–320°)                             | H                                        |
| 99,2              | Bayern 3        | BAYERN_3           | D313                  | -                | 12,5 (bis 2021 25) | ND                                       | H                                        |
| 100,4             | BR-Klassik      | BR-KLASS           | D314                  | -                | 12,5 (bis 2021 25) | ND                                       | H                                        |

Bis zum 30. Juni 2021 wurde das Programm Deutschlandfunk verbreitet. Die Verbreitung der Programme des Bayerischen Rundfunks wurde am 17. September 2024 eingestellt.